# Övergångsmetall

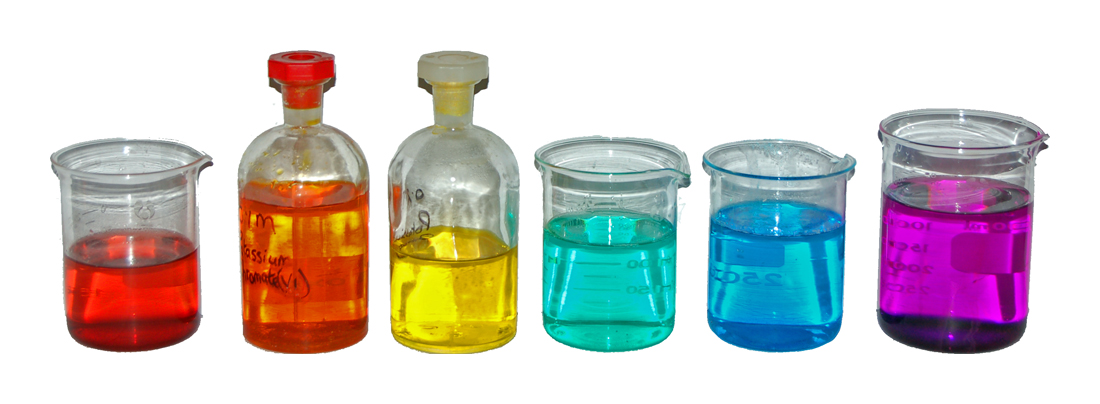
Lösningar av salter av övergångsmetaller.
Från vänster koboltnitrat
Co(NO_{3})_{2}, kaliumdikromat K_{2}Cr_{2}O_{7}, kaliumkromat K_{2}CrO_{4}, nickelklorid NiCl_{2}, kopparsulfat CuSO_{4}, kaliumpermanganat KMnO_{4}.

Övergångsmetaller eller övergångselement (även transitionsmetaller respektive transitionselement) är grundämnena i periodiska systemets mellersta del. Hittills känner man till 64 övergångselement, och alla är metaller.

## Beskrivning
Två något olika avgränsningar finns, en där grupp 3 till grupp 12 ingår, och en där grupp 3 till grupp 11 ingår. Den tidigare motsvarar d-blocket och f-blocket. Den senare definitionen används av IUPAC och motsvarar de element som bildar minst en jon med delvis fyllt underskal av d-elektroner. Grundämnena i grupp 12, zink, kadmium och kvicksilver, har fyllda d-elektrondelskal både i atom- och jonform och därmed egenskaper som delvis skiljer sig från de andra grundämnena i d-blocket. Det syntetiska grundämnet copernicium tillhör samma grupp och har troligtvis liknande egenskaper, men det har framställts i så små mängder och har så kort halveringstid att dessa inte har kunnat bestämmas i någon högre grad.
Grundämnena i f-blocket, lantanoider och aktinoider, kallas inre övergångselement. I dessa är det yttersta d-underskalet delvis fyllt, och det yttersta f-underskalet fylls stegvis när man rör sig åt höger i periodiska systemet. I de andra övergångselementen fylls det yttersta d-underskalet stegvis när man rör sig åt höger.
Övergångsmetaller bildar lätt komplex, och dessa har ofta kraftigt färgade föreningar.

## Övergångsmetallernas kemiska tecken och atomnummer
| Grupp | Period 4 | Period 5 | Period 6 | Period 7 |
| ----- | -------- | -------- | -------- | -------- |
| 3     | Sc 21    | Y 39     | La 57    | Ac 89    |
| 3     |          |          | Ce 58    | Th 90    |
| 3     |          |          | Pr 59    | Pa 91    |
| 3     |          |          | Nd 60    | U 92     |
| 3     |          |          | Pm 61    | Np 93    |
| 3     |          |          | Sm 62    | Pu 94    |
| 3     |          |          | Eu 63    | Am 95    |
| 3     |          |          | Gd 64    | Cm 96    |
| 3     |          |          | Tb 65    | Bk 97    |
| 3     |          |          | Dy 66    | Cf 98    |
| 3     |          |          | Ho 67    | Es 99    |
| 3     |          |          | Er 68    | Fm 100   |
| 3     |          |          | Tm 69    | Md 101   |
| 3     |          |          | Yb 70    | No 102   |
| 3     |          |          | Lu 71    | Lr 103   |
| 4     | Ti 22    | Zr 40    | Hf 72    | Rf 104   |
| 5     | V 23     | Nb 41    | Ta 73    | Db 105   |
| 6     | Cr 24    | Mo 42    | W 74     | Sg 106   |
| 7     | Mn 25    | Tc 43    | Re 75    | Bh 107   |
| 8     | Fe 26    | Ru 44    | Os 76    | Hs 108   |
| 9     | Co 27    | Rh 45    | Ir 77    | Mt 109   |
| 10    | Ni 28    | Pd 46    | Pt 78    | Ds 110   |
| 11    | Cu 29    | Ag 47    | Au 79    | Rg 111   |
| 12    | Zn 30    | Cd 48    | Hg 80    | Cn 112   |